# Jardines tropicales de Hilo
El Jardines tropicales de Hilo (en inglés: Hilo Tropical Gardens) es un jardín botánico, de 2 acres de extensión, en la parte sureste de Hawái, Hawái.

## Localización
Se ubica en los terrenos "En Loy Kong" tierras que previamente fueron propiedad de una de las princesas de Hawái.
Hilo Tropical Gardens, 1477 Kalanianaole Avenue, Hilo, Hawaii county, Hawái HI 96720 United States of America-Estados Unidos de América.
Planos y vistas satelitales.19°44′6″N 155°2′14.28″O / 19.73500, -155.0373000
Se abre algunos días de la semana por la tarde. Se paga una tarifa de entrada.

## Historia
En la Isla Grande de Hawái, los "Hilo Tropical Gardens" se abrieron justo después de la Segunda Guerra Mundial, en 1946.
Aclamado como el primer jardín público de toda la Isla Grande, los terrenos fueron una vez muy populares y bien arreglados,donde se cultivaron cuidadosamente con una variada vegetación tropical y flores ornamentales.
Tras años de abandono, los jardines han sido preservados como unos jardines de la herencia y están siendo restaurados para el disfrute de las generaciones futuras.
Se ha fraguado una nueva temática para transformar el jardín botánico como un destino asequible y memorable para los viajeros aventureros que buscan una experiencia hawaiana única y auténtica.
Trish y Dave están restaurando cuidadosamente todos los elementos clave del jardín con una expresa actualización y renovación de los edificios e instalaciones para dar albergue y cabida a los visitantes procedentes de todo el mundo.

## Colecciones
El jardín contiene colecciones de orquídeas, anthurium, y otras plantas ornamentales tropicales, rodeadas de un paisaje de estanques de lirios, cascadas y puentes orientales.
Los jardines ofrecen servicios de camping, habitaciones compartidas, habitaciones privadas y cabañas privadas.